# Frederick W. Johnson
Pour les articles homonymes, voir Fredrik Johnson (homonymie) et Johnson.
Frederick W. Johnson, né le 13 février 1917 et mort le 20 juin 1993, personnalité politique canadienne, fut Lieutenant-gouverneur de la province de la Saskatchewan de 1984 à 1989.

## Biographie
Le fils d'un clerc a immigré au Canada avec sa famille à l'âge de onze ans et s'est établi à Lipton, dans la province de la Saskatchewan. Pendant la Seconde Guerre mondiale , il a servi comme officier d'artillerie et a atteint le rang de major . Après la guerre, il étudia le droit à l’ Université de la Saskatchewan , obtint son diplôme en 1949 et ouvrit un cabinet d’avocat à Regina .
En 1960, Johnson se présenta à l’ Assemblée législative de la Saskatchewan et perdit devant le premier ministre, Allan Blakeney . En outre, il n'a pas eu de succès aux élections générales de 1962 en tant que candidat du Parti libéral . Devenu avocat en 1963 , il est nommé à la Cour suprême de la province en 1965 et préside de 1977 à 1983. Le gouverneur général Edward Schreyer a assermenté Johnson le 6 juillet 1983 en tant que lieutenant-gouverneur de la Saskatchewan. Il a exercé cette fonction de représentant jusqu’au 7 septembre 1988.